# Mike il pollo senza testa

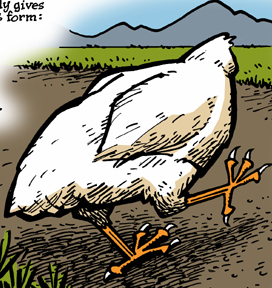
Illustrazione di Mike il pollo senza testa

Mike (Fruita, 20 aprile 1945 – Phoenix, 17 marzo 1947) noto anche come "Miracle Mike", fu un gallo di varietà Wyandotte che sarebbe vissuto 18 mesi senza la testa, dopo che questa gli era stata tagliata. La storia, considerata da molti una bufala, avrebbe avuto una conferma quando il proprietario, Lloyd Olsen, lo portò all'Università dello Utah a Salt Lake City per verifiche. La stessa università, però, interrogata in merito, ha dichiarato di non avere alcun documento in proposito. Detiene il record di sopravvivenza nel Guinness dei primati.

## Storia
Il 10 settembre 1945 il signor Lloyd Olsen di Fruita, Colorado, prese un pollo per la cena e gli tagliò la testa con un colpo d'accetta, ma, incredibilmente, l'animale sopravvisse in quanto non gli era stata recisa la giugulare e gran parte del tronco encefalico era rimasto intatto e, dato che molti dei riflessi dei polli sono controllati da quest’ultima porzione del tratto cerebrale, il pollo sopravvisse; secondo quanto riportato da Olsen, subito dopo il taglio il gallo fece una piccola corsa per poi fermarsi e cercare di beccare per terra. Da quel momento il gallo sopravvisse nutrito da Olsen.
Fu allora che il volatile divenne una celebrità. Il suo padrone lo chiamò Mike e si arricchì considerevolmente con una tournée durante la quale chiedeva 25 centesimi di dollaro in cambio della possibilità di ammirare quello che ormai tutti conoscevano come "Mike, lo straordinario gallo senza testa". Il tour toccò gran parte degli Stati Uniti d'America. Durante gli spettacoli, Mike andava in scena con una testa di pollo rinsecchita che, contrariamente a quanto diceva Olsen, non era la sua in quanto quest'ultima era stata mangiata dal gatto di famiglia. Nel momento di maggior fama il gallo ha guadagnato 4500 $ al mese ed è arrivato a valere 10000 $.
Il gallo veniva nutrito con latte allungato con acqua tramite un contagocce, e con piccoli chicchi di grano. Dalla perdita della testa, esso visse per circa 18 mesi, durante i quali ingrassò di ben 3 kg. Mike morì soffocato nella stanza di un motel di Phoenix, in Arizona, in seguito alla sbadataggine del proprietario che, al termine dello spettacolo del giorno precedente, dimenticò di portare con sé gli attrezzi per nutrirlo e pulirlo.

## Ricordo
Il gallo è rimasto un animale di culto, specialmente a Fruita, in Colorado, dove ogni anno dal 1999 viene ricordato con "La giornata di Mike, il gallo senza testa", che si tiene il terzo weekend di maggio. L'evento include una gara di corsa "come un gallo senza testa", il lancio di uova, "attacca la testa al pollo" e una versione del bingo in cui i numeri vengono scelti in base a dove cadono le feci dei polli, su una tabella numerata.